# 細江英公
細江 英公（ほそえ えいこう、1933年3月18日 - 2024年9月16日）は、日本の写真家。勲等は旭日重光章。清里フォトアートミュージアム館長（初代）、東京工芸大学名誉教授、鎌鼬美術館名誉館長、文化功労者。本名は細江 敏廣（ほそえ としひろ）。
東京写真専門学校講師、東京写真大学短期大学部教授、社団法人日本写真家協会副会長、東京工芸大学芸術学部教授などを歴任した。
息子の細江賢治も写真家。

## 来歴

### 生い立ち
山形県米沢市に生れ、東京で育つ。
1951年に富士フイルム主催の「富士フォトコンテスト」学生の部で最高賞を受賞する。翌年、19歳で東京写真短期大学（現 東京工芸大学）に入学。評論家の福島辰夫は、土門拳らのリアリズム派にない彼の人間味に注目。美術家瑛九と交流を深め、既成概念に挑む作家の精神を受け継ぐ。1954年同大卒業。

### 写真家として
1957年から、福島の主宰する「十人の眼」展に参加。その後、1959年に写真家集団「VIVO」を、奈良原一高、東松照明、川田喜久治、丹野章、佐藤明と共に立ち上げる。三島由紀夫の裸体写真集「薔薇刑」や秋田の農村を舞台に土方巽をモデルにした「鎌鼬」を発表。
2003年9月18日、英国王立写真協会の記念式典で「生涯にわたり写真芸術に多大な貢献をした写真家」として特別勲章を授与された。2010年10月には文化功労者に選出された。
2024年9月16日、東京都の病院で死去。91歳没。喪主は長男の賢治。

## 略歴

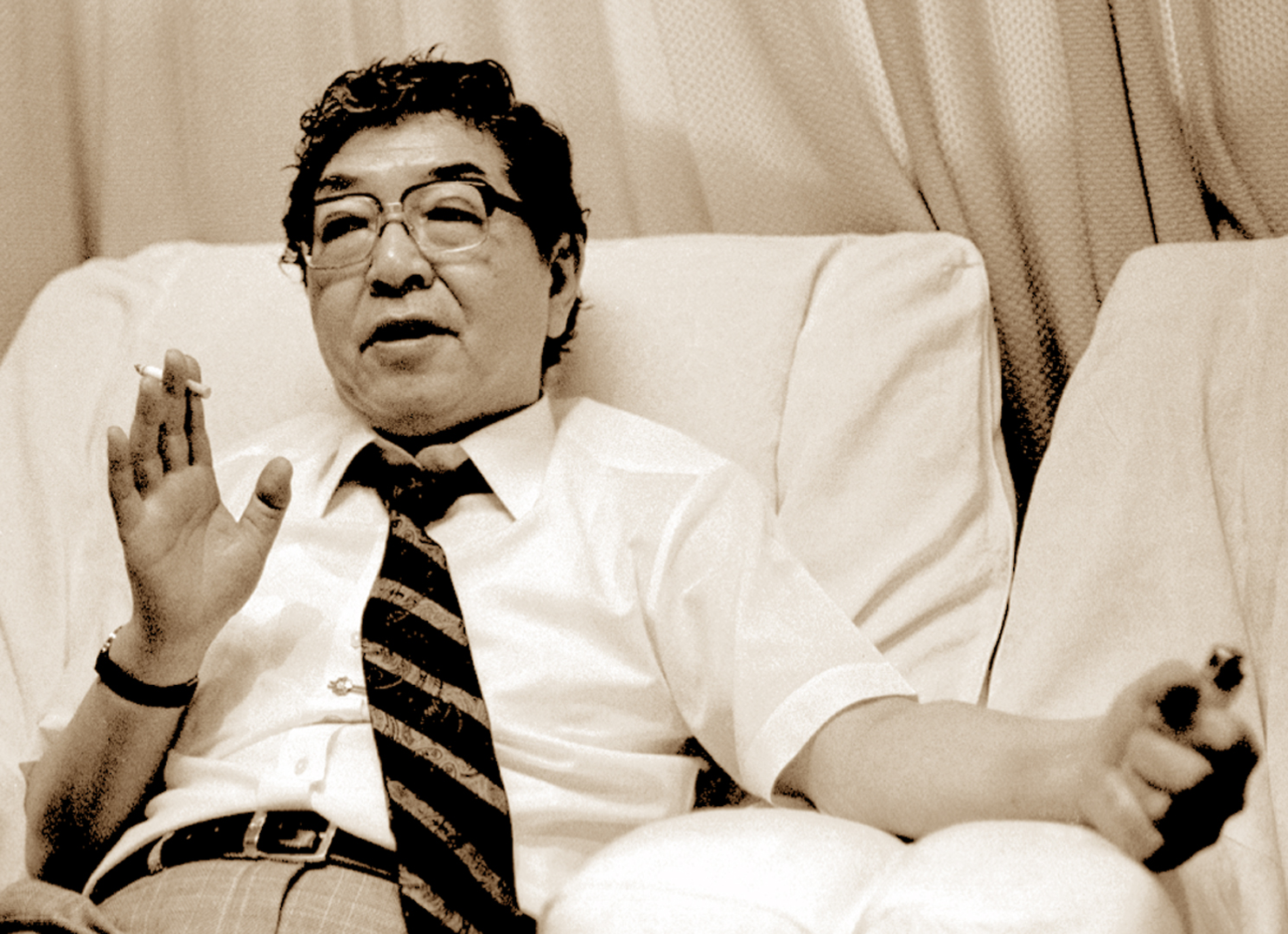
1989年、自身のスタジオにて

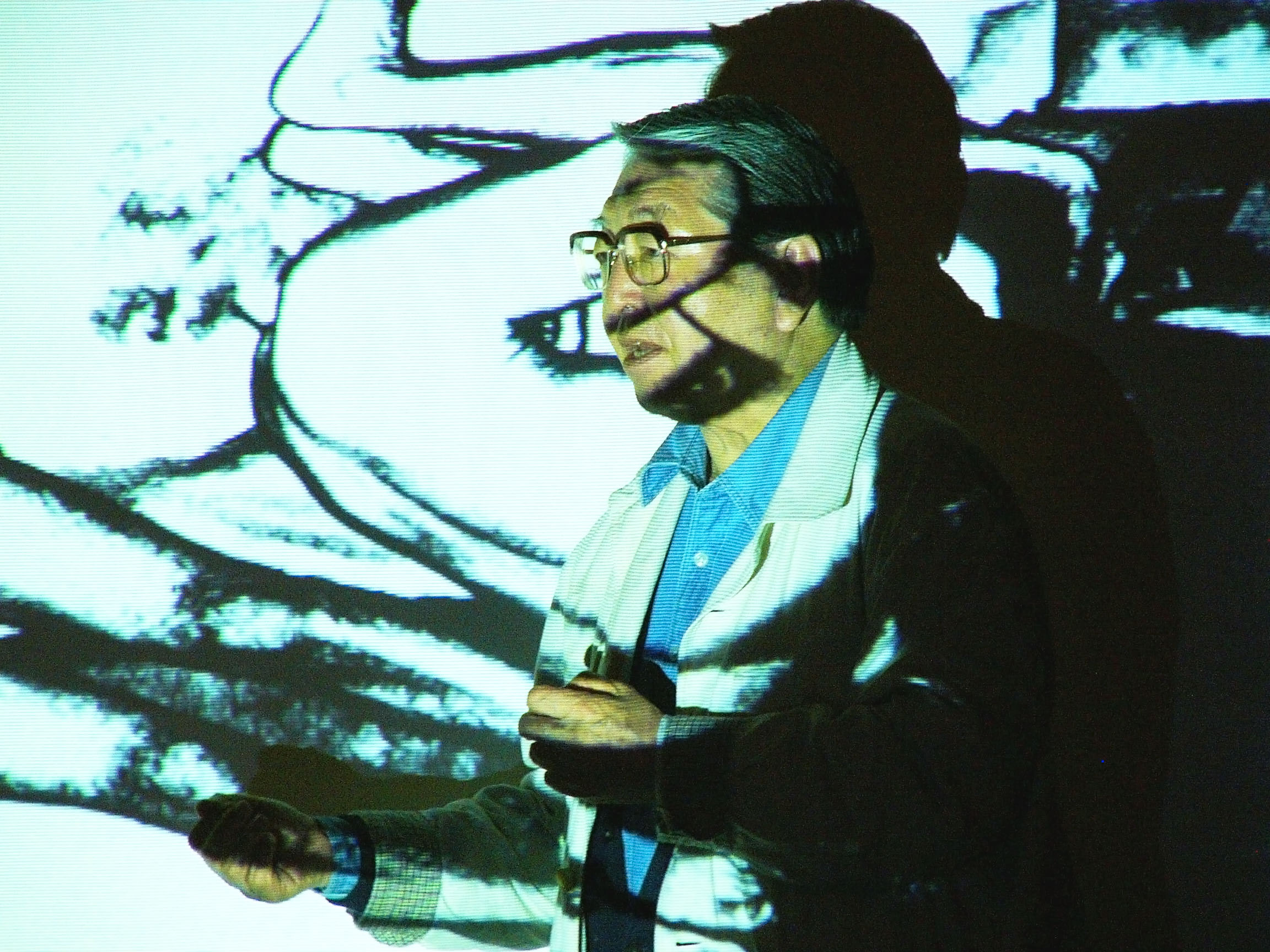
2005年、フォトアートフェスティバルにて

- 1933年 - 父米次郎、母みつのの次男として生まれ、生後3ヶ月で東京に戻る。
- 1947年 - 戦後、新しい時代に備え、新しい名前をつけるよう従兄弟から勧められ、以後「英公」と名乗る。
- 1951年 - 「富士フォトコンテスト」学生の部で『ポーディちゃん』が最高賞を受賞。
- 1952年 - 東京都立墨田川高等学校卒業、東京写真短期大学写真技術科に入学。
- 1952年 - 「写真サロン」11月号、月例コンテストで『銀座の乞食の子供』が特選。
- 1954年 - 東京写真短期大学（現東京工芸大学）を卒業し、フリーに。以後、写真雑誌、女性雑誌の仕事を始める。
- 1956年 - 最初の個展「フォトストーリー・東京のアメリカ娘」を行い、ラジオドラマの原作ともなる[3]。
- 1960年 - 個展「おとこと女」により日本写真批評家協会新人賞を受賞。
- 1961年 - 森山大道が参加する直前に「VIVO」を解散する。前年の個展の写真集『おとこと女』（カメラアート社刊）を発表。
- 1963年 - 三島由紀夫をモデルに撮った写真集『薔薇刑』（集英社刊）により日本写真批評家協会作家賞を受賞。
- 1967年 - 東京写真大学短期大学部で教鞭をとる（1969年まで）。
- 1970年 - 東北を舞台に、舞踏家の土方巽を撮った『鎌鼬』で芸術選奨文部大臣賞を受賞。
- 1974年 - 若手写真家による寺子屋形式の学校「WORKSHOP写真学校」（文京区後楽）の設立に参加。
- 1975年 - 東京写真大学短期大学部教授となる。
- 1981年 - 日本写真家協会副会長となる。
- 1991年 - からだの学校写真教室CORPUSを主宰。2003年まで21期、延べ人数、約300人が修了。
- 1994年 - 東京工芸大学芸術学部教授に就任。
- 1995年 - 清里フォトアートミュージアムの初代館長となる。
- 1998年 - 東京工芸大学芸術学部及び大学院芸術学研究科（修士）課程教授となる。
- 2000年 - 写真集『細江英公の写真絵本[妖精物語]ルナ・ロッサ』（新潮社刊）を発表。

## 栄典
- 2003年 - 9月に英国王立写真協会より特別勲章を授与。
- 2007年 - 4月に旭日小綬章受章、7月に核兵器とその脅威をテーマにした『死の灰』（窓社刊）を発表。
- 2010年 - 10月に文化功労者顕彰[1]。
- 2017年 - 11月に旭日重光章受章[4]。

## 著書
- 『35ミリ・スナップ』光画荘 1955年
- 『おとこと女』カメラアート社 1961年
- 『薔薇刑 細江英公写真集』集英社 1963年
- 『薔薇刑 細江英公写真作品』集英社 1971年
- 『抱擁』写真評論社 1971年
- 『筑摩フォト・ギャラリー <8> 細江英公集』筑摩書房 1972年
- 『抱擁』朝日ソノラマ 1977年 (ソノラマ写真選書 ; 4)
- 『Human Body 細江英公作品集』日本芸術出版社 1982年
- 『ガウディの宇宙』集英社 1984年
- 『薔薇刑 細江英公写真集』集英社 1984年
- 『ガウディへの讃歌』PPS通信社 1986年
- 『写真の見方』(共著 沢本徳美)（とんぼの本) 新潮社 1986年
- 『ガウディの宇宙 2 (グエル公園)』集英社 1992年
- 『ガウディの宇宙 1 (サグラダ・ファミリア) 』集英社 1992年
- 『たかちゃんとぼく』（原著 ベティ・ジーン リフトン、写真 細江英公）小学館 1997年
- 『細江英公』岩波書店 1998年 (日本の写真家 ; 32)
- 『ルナ・ロッサ―細江英公の写真絵本「妖精物語」』新潮社 2000年
- 『細江英公の写真』共同通信社 2000年
- 『花のある風景』（共著 市川健夫、町田和信）郷土出版社 2001年 (写真探訪信州の原風景 : 自然編 ; 3)
- 『家のある風景』（共著 市川健夫、倉石忠彦）郷土出版社 2001年 (写真探訪信州の原風景 : 民俗編 ; 6)
- 『祭のある風景』（共著 市川健夫、倉石忠彦）郷土出版社 2001年 (写真探訪信州の原風景 : 民俗編 ; 4)
- 『暮のある風景』（共著 市川健夫、倉石忠彦）郷土出版社 2001年 (写真探訪信州の原風景 : 民俗編 ; 5)
- 『山のある風景』（共著 市川健夫、町田和信）郷土出版社 2001年 (写真探訪信州の原風景 : 自然編 ; 1)
- 『水のある風景』（共著 市川健夫、町田和信）郷土出版社 2001年 (写真探訪信州の原風景 : 自然編 ; 2)
- 『祈のある風景』（共著 市川健夫、黒坂周平）郷土出版社 2002年 (写真探訪信州の原風景 : 歴史編 ; 9)
- 『道のある風景』（共著 市川健夫、黒坂周平）郷土出版社 2002年 (写真探訪信州の原風景 : 歴史編 ; 7)
- 『宝のある風景』（共著 市川健夫、黒坂周平）郷土出版社 2002年 (写真探訪信州の原風景 : 歴史編 ; 8)
- 『おかあさんのばか―細江英公人間写真集』（被写体・詩 古田幸） 窓社 2004年
- 『「撮る」だけで心と身体が若返る―カメラは最高のビタミン』（著 佐藤富雄、監修 細江英公）ベストセラーズ 2004年
- 『ざっくばらんに話そう』私の写真観 窓社 2005年
- 『なんでもやってみよう』私の写真史 窓社 2005年
- 『鎌鼬』（舞踏 土方巽） 青幻舎 2005年**
- 『胡蝶の夢 細江英公人間写真集 舞踏家・大野一雄』青幻舎 2006年
- 『球体写真二元論―私の写真哲学』窓社 2006年
- 『写真家・細江英公の世界―球体写真二元論』青幻舎 2006年
- 『死の灰―細江英公人間写真集』窓社 2007年
- 『原罪の行方 最後の無頼派 ヨシダ・ヨシエ―細江英公人間写真集』窓社 2008年
- 『キューバと日本―細江英公&マリオ・ディアス作品展』（共著 マリオ・ディアス） JCII Photo Salon 2009年
- 『日本の自画像―写真が描く戦後 1945-1964』（共著 石元泰博、川田喜久治、木村伊兵衛、田沼武能、東松照明、土門拳、長野重一、奈良原一高、濱谷浩、林忠彦）クレヴィス 2009年
- 『花泥棒―細江英公写真絵本』（共著 鴨居羊子、早坂類）冬青社 2009年
- 『鎌鼬（普及版） 』（舞踏 土方巽）  青幻舎 2009年
- 『気骨 われらが父、われらが祖父。―細江英公人間写真集』 博進堂 2011年
- 『創世記―若き日の芸術家たち 』国書刊行会 2012年
- 『日本の自画像―写真が描く戦後 1945-1964』 （共著 石元泰博、川田喜久治、木村伊兵衛、田沼武能、東松照明、土門拳、長野重一、奈良原一高、濱谷浩、林忠彦）クレヴィス 2013年
- 『もうひとつの言葉 = Another language : 8 Japanese photographers 猪瀬光, 深瀬昌久, 内藤正敏, 森山大道, 細江英公, 野村佐紀子, 須田一政, 横田大輔 [撮影] アマナ 2015年 (Ima photobooks)
- 『薔薇刑』YMP 2015年新版
- 『透明迷宮』（舞踏・文 笠井叡）平凡社 2016年
- 『鎌鼬―田代の土方巽』慶應義塾大学出版会 2016年